# FC Zugdidi
El FC Zugdidi es un club de fútbol georgiano desaparecido con sede en Zugdidi. En 2023, tras ser acusado de amaño de partidos y expulsado de la Erovnuli Liga 2 la temporada anterior, el club participó en la Liga 4 y dejó de funcionar tras su descenso a la Regionuli Liga.

## Historia
Fue fundado en el año 1918 con el nombre Odishi Zugdidi y han cambiado de nombre en varias ocasiones:
- 1918–64: Odishi Zugdidi (en georgiano: ოდიში ზუგდიდი)
- 1964–65: Engurhesi Zugdidi
- 1965–73: Inguri Zugdidi
- 1974–90: Dinamo Zugdidi
- 1990–94: Odishi Zugdidi
- 1994–95: Dinamo Zugdidi
- 1995–96: Dinamo-Odishi Zugdidi
- 1996–99: Odishi Zugdidi
- 2000–01: Dinamo Zugdidi
- 2001–03: Lazika Zugdidi
- 2003: Spartak-Lazika Zugdidi
- 2004: Dinamo Zugdidi
- 2004–06: FC Zugdidi
- 2006–09: Mglebi Zugdidi
- 2009–13: Baia Zugdidi
- 2013-: FC Zugdidi
- 2020–: Dinamo Zugdidi

Los mejores años del club llegaron entre los años 1960 y años 1980 en el periodo soviético donde ganaron la liga en dos ocasiones y fueron campeones de copa en dos ocasiones.
Tras la independencia de Georgia en 1990 fueron uno de los equipos fundadores de la Umaglesi Liga, liga en la que estuvieron hasta su descenso en la temporada 1998/99 luego de terminar en el lugar 15. Antes de la temporada 2003/04 se fusiona con el FC Spartaki Tbilisi como equipo de la segunda división hasta que sze mudan a la capital Tbilisi y pasa a ser FC Spartaki Tbilisi hasta que la fusión se disuelve en 2004 y pasa a llamarse Dinamo Zugdidi.
En 2006 se fusiona con el equipo FC Mglebi Zugdidi que militaba en las ligas regionales, retornando a la Umaglesi Liga con el nombre FC Mglebi Zugdidi y desaparece por problemas financieros.
En 2009 nace como Baia Zugdidi como reencarnación del club y ese año logra el ascenso nuevamente e la Umaglesi Liga, cambiando su nombre por el de FC Zugdidi en 2013, temporada en la que descendió de categoría.
En enero de 2018, el Ayuntamiento de Zugdidi aprobó un acuerdo entre el municipio de la ciudad y el entrenador de fútbol Zaza Janashia, quien compró el 100% de las acciones del club en una subasta. Zugdidi logró asegurar el ascenso automático de la Liga 3 después de ganar la liga con un margen de cinco puntos. En diciembre de 2019, el club anunció en una declaración escrita que volvería a llamarse FC Dinamo Zugdidi.
En la temporada 2022 , junto con el Shevardeni-1906 Tbilisi, fueron acusados de arreglo de partidos y expulsados a la Liga 4, la cuarta división del fútbol georgiano.
El equipo terminó último de la tabla en 2023 antes de suspender sus actividades futbolísticas.

## Palmarés

### Era Soviética
- Georgian Soviet Championship: 2

1964, 1973
- Georgian Soviet Cup: 2

1973, 1984

### Era Independiente
- Pirveli Liga: 2

2003, 2007

## Jugadores

### Jugadores notables
- Nika Dzalamidze
- Chisamba Lungu